# Green.ch
Pour les articles homonymes, voir Green.
green.ch  est un fournisseur d'accès à Internet en Suisse (4e position), basé à Brugg et fondé en 1996, entité appartenant au groupe green.ch Holding AG, composée de green Productions AG, Webkurier AG, green.ch AG, green Telco AG, Webbuild AG und NexLink SA.
Le 1er décembre 2017, Altice annonce avoir signé un accord portant sur la revente de green.ch à la société d'investissement InfraVia Capital Partners. La revente devrait être finalisée début 2018.